# Parafita (Chandreja de Queija)
Parafita (llamada oficialmente San Bartolomeu de Parafita) es una parroquia y un lugar español del municipio de Chandreja de Queija, en la provincia de Orense, Galicia.

## Toponimia
La parroquia también es conocida por el nombre de San Bartolomé de Parafita.

## Organización territorial
La parroquia está formada por una entidad de población:
- Parafita

## Demografía
Gráfica demográfica del lugar y parroquia de Parafita según el INE español:
| Gráfica de evolución demográfica de Parafita entre 2000 y 2022 |
|                                                                |
| Datos según el nomenclátor publicado por el INE.               |